# Publicexpress
Publicexpress war ein privates Fernbusunternehmen aus dem niedersächsischen Oldenburg. Betrieben wurde eigenwirtschaftlicher Busverkehr auf der Strecke Bremen – Oldenburg (Oldb) – Groningen mit täglich vier, an Wochenenden fünf Fahrtenpaaren. In Bremen wurden dabei der Hauptbahnhof und der Flughafen angefahren, in Oldenburg der Hauptbahnhof und die Universität, in Groningen die Centraal Station (Hauptbahnhof). Am 22. Januar 2010 eröffnete das Unternehmen zusätzlich einen Haltepunkt in Richtung Groningen am Autohof Apen/Remels an der Bundesautobahn 28. Seit dem 15. Juni 2010 wurden vom Autohof Apen/Remels auch Fahrten in Richtung Oldenburg, Flughafen Bremen und Bremen Hbf/ZOB angeboten.
Am 6. Juli 2015 gab Publicexpress bekannt, auf der Stammstrecke Bremen–Groningen mit Ablauf des 2. August 2015, den Betrieb nach 11 Jahren einzustellen und damit auch die Marke Publicexpress. Ausschlaggebend für die Entscheidung war die zuvor erfolgte Einführung des Bahnangebotes Niedersachsen-Ticket plus Groningen.

## Geschichte
Gegründet wurde das Unternehmen im Jahr 2004 von Christoph Marquardt. Nach Angaben des Unternehmens nutzten 2009 mehr als 70.000 Fahrgäste jährlich das Angebot.
Ab April 2009 bot Publicexpress eine weitere Linie als Schnellbus von Aurich nach Bremen mit sechs Fahrtenpaaren an. Aufgrund unzureichender Nachfrage wurde die Linie allerdings im Oktober 2009 wieder eingestellt.
2009 erhielt Publicexpress vom Branchenmagazin „Busplaner“ für sein Tarif- und Fahrplansystem den Busplaner Innovationspreis verliehen.
Im Januar 2012 wurde das Unternehmen vom britischen Unternehmen Marwyn European Transport übernommen.
Mit einer zweiten grenzüberschreitenden Fernbuslinie von Mannheim über Karlsruhe nach Strasbourg erweiterte das Unternehmen sein Linienangebot im Juni 2013. Angeboten wurden zunächst drei bis vier Fahrtenpaare von Freitag bis Sonntag. Außerdem wurden seit Herbst 2012 in Kooperation mit Fass Reisen Umsteigeverbindungen von Groningen und Oldenburg nach Hamburg und Berlin angeboten.
Im September 2014 meldete das Unternehmen Insolvenz an. Daraufhin übernahm der bisherige Subunternehmer Gerdes Reisen die Linie nach Groningen und Publicexpress als Marke. Gerdes Reisen stellte den Betrieb knapp ein Jahr später mit Wirkung zum 2. August 2015 ein.